# 小林福子
小林 福子（こばやし ふくこ、1920年3月6日 - 2012年8月9日）は日本の作曲家、音楽教師。桐朋学園大学附属子供のための音楽教室で長年教師としてソルフェージュを指導した。

## 来歴
1920年、東京に生まれる。成城小学校6年生のときに成城学園教師の岡本敏明から作曲の手ほどきを受けた。1938年に東京音楽学校予科に入学。橋本國彦、ヘルムート・フェルマー、井口基成に師事し、作曲とピアノを学んだ。1942年9月に同校本科作曲部を卒業。同年の『著作権者名簿』に、小林は「作曲」家として掲載され、1948年と1949年の紳士録にも「作曲家」として掲載されている。
小林はピアニストとしても活動し、1949年11月22日には声楽家柴田睦陸の伴奏者としてフォーレ、ショーソンなどの作品を演奏した。
作曲家の平尾貴四男、安部幸明、高田三郎、貴島清彦が1948年に結成し、後に島岡譲も加わっていた音楽グループ地人会に、小林は1950年参加。同年にはピアノのための『主題と変奏曲』を、翌1951年には『ピアノソナタ』を地人会の演奏会で発表した。
玉川学園小学部でピアノを指導していたが、1948年に斎藤秀雄らにが設立した「子供のための音楽教室」に指導者として加わる。1954年の指導者には、ソルフェージュ科に伊藤武雄、小林福子、作曲理論科に柴田南雄、入野義郎、石桁真礼生、小林福子、別宮貞雄の名前がみられる。教室で学んだ指揮者小澤征爾は、ソルフェージュで小林の指導を受けていた。
小林はその後も「子供のための音楽教室」でソルフェージュの指導を続け、1972年には室長に就任。後には桐朋学園大学音楽学部教授に就任。
2012年8月9日に92歳で没した。

## 作品

### 協奏曲
- ピアノコンチェルト[1][4]

### ピアノ独奏曲
- 主題と変奏[17]
- ピアノソナタ[1][17]
- ピアノのためのソナチネ[4]
- ピアノのためのプレリュード[4]

### 声楽曲
- 波（三声の輪唱、詞 岡本敏明）[22]
- 歌はぼくらのお友達（二部合唱、詞 岡本敏明）[23]
- 朝のうた（二部合唱、詞 岡本敏明）[24]
- 合唱アルバム[4][25]